# Diocesi di Santo Tomé
La diocesi di Santo Tomé (in latino Dioecesis Sancti Thomae in Argentina) è una sede della Chiesa cattolica in Argentina suffraganea dell'arcidiocesi di Corrientes. Nel 2022 contava 195.881 battezzati su 217.645 abitanti. È retta dal vescovo Gustavo Alejandro Montini.

## Territorio
La diocesi comprende 5 dipartimenti della provincia di Corrientes: General Alvear, Ituzaingó, Paso de los Libres, San Martín e Santo Tomé.
Sede vescovile è la città di Santo Tomé, dove si trova la cattedrale dell'Immacolata Concezione.
Il territorio si estende su 29.011 km² ed è suddiviso in 12 parrocchie.

## Storia
La diocesi è stata eretta il 3 luglio 1979 con la bolla Romani est Pontificis di papa Giovanni Paolo II, ricavandone il territorio dall'arcidiocesi di Corrientes e dalla diocesi di Goya.
Il 6 giugno 1981, con la lettera apostolica Gratum fuit, lo stesso papa Giovanni Paolo II ha confermato la Beata Maria Vergine, venerata con il titolo di Nuestra Señora de Itatí, patrona principale della diocesi, e San Tommaso Apostolo patrono secondario.

## Cronotassi dei vescovi
Si omettono i periodi di sede vacante non superiori ai 2 anni o non storicamente accertati.
- Carlos Esteban Cremata † (3 luglio 1979 - 2 marzo 1985 deceduto)
- Alfonso Delgado Evers (20 marzo 1986 - 25 febbraio 1994 nominato vescovo di Posadas)
- Francisco Polti Santillán (13 luglio 1994 - 17 maggio 2006 nominato vescovo di Santiago del Estero)
- Hugo Norberto Santiago (5 dicembre 2006 - 21 settembre 2016 nominato vescovo di San Nicolás de los Arroyos)
- Gustavo Alejandro Montini, dal 16 dicembre 2016

## Statistiche
La diocesi nel 2022 su una popolazione di 217.645 persone contava 195.881 battezzati, corrispondenti al 90,0% del totale.
| anno | popolazione | popolazione | popolazione | presbiteri | presbiteri | presbiteri | presbiteri                | diaconi | religiosi | religiosi | parrocchie |
| anno | battezzati  | totale      | %           | numero     | secolari   | regolari   | battezzati per presbitero | diaconi | uomini    | donne     | parrocchie |
| ---- | ----------- | ----------- | ----------- | ---------- | ---------- | ---------- | ------------------------- | ------- | --------- | --------- | ---------- |
| 1980 | 131.000     | 146.565     | 89,4        | 10         | 6          | 4          | 13.100                    |         | 6         | 5         | 4          |
| 1990 | 114.800     | 118.000     | 97,3        | 15         | 14         | 1          | 7.653                     |         | 1         | 23        | 10         |
| 1999 | 127.000     | 135.000     | 94,1        | 17         | 17         |            | 7.470                     |         |           | 19        | 10         |
| 2000 | 123.300     | 132.000     | 93,4        | 13         | 13         |            | 9.484                     |         |           | 19        | 10         |
| 2001 | 123.520     | 132.220     | 93,4        | 17         | 17         |            | 7.265                     |         |           | 19        | 10         |
| 2002 | 143.552     | 159.502     | 90,0        | 18         | 18         |            | 7.975                     |         |           | 24        | 10         |
| 2003 | 138.429     | 153.809     | 90,0        | 17         | 17         |            | 8.142                     |         |           | 28        | 10         |
| 2004 | 140.499     | 156.109     | 90,0        | 19         | 19         |            | 7.394                     |         |           | 33        | 11         |
| 2010 | 150.000     | 165.000     | 90,9        | 21         | 21         |            | 7.142                     |         |           | 19        | 13         |
| 2014 | 166.220     | 184.689     | 90,0        | 18         | 18         |            | 9.234                     |         |           | 16        | 13         |
| 2017 | 188.743     | 209.714     | 90,0        | 19         | 19         |            | 9.933                     | 1       |           | 15        | 13         |
| 2020 | 192.039     | 213.377     | 90,0        | 17         | 17         |            | 11.296                    | 2       |           | 14        | 12         |
| 2022 | 195.881     | 217.645     | 90,0        | 16         | 16         |            | 12.242                    | 2       |           | 16        | 12         |